# 伊号第百六十八潜水艦
伊号第百六十八潜水艦（いごうだいひゃくろくじゅうはちせんすいかん）は、日本海軍の潜水艦。伊百六十八型潜水艦（海大VI型a）の1番艦。竣工時の艦名は伊号第六十八潜水艦。

## 艦歴
- 1931年（昭和6年）6月18日 - 呉海軍工廠で起工。
- 1933年（昭和8年）6月26日 - 進水
- 1934年（昭和9年）7月31日 - 竣工。呉鎮守府籍となる。
- 1935年（昭和10年）10月8日 - 伊69と共に第12潜水隊を編成[1][2]。
- 1938年（昭和13年）6月1日 - 艦型名を伊六十八型に改正[3]。
- 1940年（昭和15年）
  - 10月11日 - 横浜港沖で行われた紀元二千六百年特別観艦式に参加[4]。
  - 10月19日 - 予備艦となる[2]。
- 1941年（昭和16年）
  - 11月11日 - 第3潜水戦隊第12潜水隊に属し、佐伯を出航[1]。
  - 11月23日 - ハワイ作戦に参戦[1]。
  - 12月14日 - 21回の爆雷攻撃を受け、後部発射管室浸水の被害を受けた[2]。
- 1942年（昭和17年）
  - 1月9日 - 呉入港。修理を実施。出航し、その後、単独訓練を行う[1]。
  - 5月20日 - 伊号第百六十八潜水艦に改名。
  - 5月23日 - 呉出航[1]。
  - 6月2日 - ミッドウェー海戦に参加[1]。
  - 6月5日 - ミッドウェー島を砲撃[1]。
  - 6月7日 - 米空母ヨークタウン、駆逐艦ハムマンを撃沈[1]。
  - 6月19日 - 呉入港。26日、佐世保へ回航[1]。
  - 11月18日 - 呉へ回航し、入渠修理を実施[1]。
  - 12月15日 - 呉を出航。22日、トラックに到着[1]。
- 1943年（昭和18年）
  - 1月1日 - 佐世保入港。ガダルカナル島に食料を輸送するも、米魚雷艇二隻の攻撃により6割の陸揚げで中止[2]。
  - 1月14日 - 呉入港[1]。
  - 2月22日 - 北方に派遣となり呉を出航[1]。
  - 3月5日 - 横須賀を出航[1]。
  - 3月13日 - 幌筵島に到着。キスカ島、アッツ島方面で活動[2]。
  - 5月9日 - 横須賀入港。
  - 7月12日 - 呉を出航。22日、トラック着[1]。
  - 7月25日 - トラックを出航し、ラバウルへ航行[1]。
  - 7月27日 - 米潜水艦スキャンプと交戦し沈没（後述）。日本側の記録ではイザベル海峡通過中との通信を最後に消息不明。
  - 9月10日 - ラバウル北方で亡失と認定[5]。

## 最後の戦闘
1943年7月27日17時54分、伊168はニューアイルランド島とニューハノーバー島の間にあるステフェン海峡で浮上航行中に米潜水艦スキャンプに発見される。18時03分、伊168も潜望鏡を上げているスキャンプを発見し、これに対し魚雷を発射。スキャンプは即座に潜航を開始し、150フィートの深さに潜ったスキャンプの船尾を伊168が放った魚雷がかすめていった。18時12分スキャンプは、再度浮上して潜望鏡で伊168を捉えた後、魚雷4本を発射。うち1発が命中した。
18時14分、スキャンプが潜望鏡を上げて確認したが、海上に伊168の姿はなく、大きな150フィートの高さにまで立ち登る茶色い煙と油膜が残されていた。直後にスキャンプは5つの爆発音を観測し、そのうち2つは地球の中心から響くかのような轟音であった。伊168は非常に稀有な潜水艦同士の戦いで最期を迎えたが、浮上中であった伊168にとっては不利な条件下の戦闘であった。艦長の中島栄少佐以下乗員97名全員が戦死した。
撃沈総数2隻、撃沈トン数21,445トン。

## 歴代艦長
※『艦長たちの軍艦史』432-433頁による。

### 艤装員長
- 鶴岡信道 中佐：1933年11月15日 - 1934年2月23日

### 艦長
- 鶴岡信道 中佐：1934年2月23日 - 1934年11月15日
- 太田信之輔 少佐：1934年11月15日 - 1935年11月15日
- 栢原保親 少佐：1935年11月15日 - 1937年12月1日
- 畑中純彦 少佐：1937年12月1日 - 1938年12月15日[8]
- 内野信二 中佐：1938年12月15日 - 1939年9月1日[9]
- 村岡富一 少佐：1939年9月1日 - 1941年7月25日[10]
- 中村乙二 少佐：1941年7月25日 - 1942年1月31日[11]
- 田辺弥八 少佐：1942年1月31日 -
- 中島栄 少佐：1942年10月15日 - 1943年7月27日戦死